# Philodromus austerus
Philodromus austerus är en spindelart som först beskrevs av Ludwig Carl Christian Koch 1876.  Philodromus austerus ingår i släktet Philodromus och familjen snabblöparspindlar.
Artens utbredningsområde är Queensland. Inga underarter finns listade i Catalogue of Life.